# Pseudomys pilligaensis
Pseudomys pilligaensis és una espècie de mamífer rosegador de la família dels múrids. És endèmic de Nova Gal·les del Sud (Austràlia). El seu hàbitat natural són els boscos oberts d'eucaliptus i Callitris amb un sotabosc de landes o matolls i un sòl sorrenc o de gres. Podria estar amenaçar per la tala d'arbres, la mineria, els canvis en els règims de foc i la depredació per gats o guineus. El seu nom específic, pilligaensis, significa ‘de Pilliga’ en llatí.